# ボブ・マーリー
ロバート・ネスタ・マーリー（英語: Robert Nesta Marley OM、1945年2月6日 - 1981年5月11日）は、ジャマイカのシンガーソングライター、ミュージシャン。レゲエの先駆者の一人であり、スカの時代から活躍しロックステディ、レゲエの時代まで音楽界を駆け抜けた。また洗練された歌声と宗教的・社会的な歌詞、曲で知られた。マーリーは60年代から80年代初頭までレゲエ音楽とカウンターカルチャーの活躍により、ジャマイカ音楽の世界的な認知度を高めることに貢献した。マーリーはラスタファリの象徴、ジャマイカの文化とアイデンティティの世界的なシンボルともみなされた。マリファナ合法化支持者であり、汎アフリカ主義でもある。音楽ソフトの推定売上枚数は世界中で7,500万枚を超え、マーリーの音楽と思想は後進のミュージシャンなどに影響を与えた。

## 生涯

### 生い立ち
マーリーは1945年2月6日、ジャマイカのセント・アン教区のナイン・マイルズでイギリス海軍の大尉であり、ジャマイカ最大の建設会社「マーリー・アンド・カンパニー」を経営していた白人の ノーヴァル・マーリー と、アフリカ系ジャマイカ人のセデラ・ブッカー との間に生まれる。父親は61歳、母親は16歳だった。両親はマーリーの誕生後すぐに別れた。ノーヴァルは首都キングストンに住み、マーリーはセデラとその家族と共にナイン・マイルズで幼少期を過ごした。

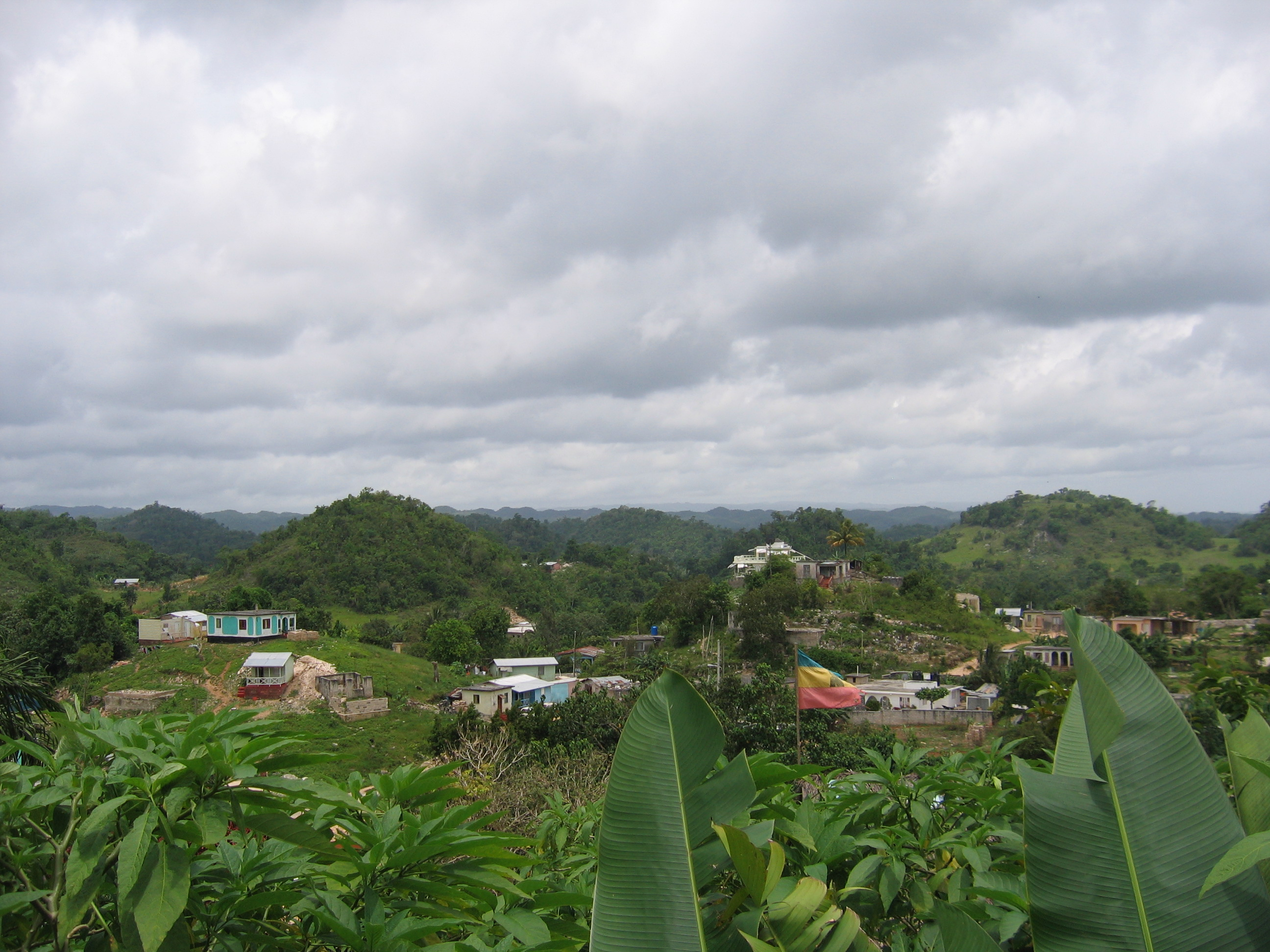
出生地ナインマイルズ。（2007年撮影）

1951年、キングストンの学校に通わせるという名目でノーヴァルにより引き取られ、キングストンに住むマーリー家の友人である老婆のもとに預けられる。ノーヴァルはマーリーを預けると、二度と姿を現さなかった。
1952年、行方知れずになっていたが心配したセデラによって探し出され、ナイン・マイルズへ戻る。ナイン・マイルズ近郊のステプニーでステプニー・オール・エイジ・スクールに通い、そこで後に共にザ・ウェイラーズを結成することとなるネヴィル・リヴィングストン（バニー・ウェイラー）と出会う。
1955年、父・ノーヴァルが70歳で亡くなった。これによりセデラとマーリーは家と完全に縁を絶った。マーリーは「父は自分と母を捨てた憎むべき男だ」「自分に父親はいない」という思いを胸に成長していった。この思いは、マーリーが後にラスタファリ思想に傾倒していく一因にもなる。この年、セデラはマーリーを祖父・オメリア・マルコムに預け、職を求めキングストンへ向かう。
1957年、マーリーはセデラと共にキングストン郊外のスラム、トレンチタウンの官営地に引っ越す。マーリーたちが住む借地には、同じく引っ越してきていたバニー一家も住んでいた。二人はアメリカのラジオ局から放送される最新のR＆Bや新しいスカ音楽などを聴き、音楽への探求を深めていった。新しい学校にも通うようになり、マーリーはこの頃から読書、特に聖書に親しんでいた。そして休み時間には友達とサッカーをしていたという。
1959年、マーリーはクイーンズ・シアターのタレント・ショーで初めて正式に大衆の前に立ち、歌を一曲披露、賞金1ポンドを獲得する。歌では食べていけないと心配したセデラの勧めで溶接工の仕事に就く。しかし仕事中に金属片が目に入り込むケガを負ったことをきっかけに、夢であったミュージシャンを目指す決意を固める。マーリーとバニーは、サード・ストリートに住んでいたシンガーのジョー・ヒッグスが開く無料の音楽教室に参加し、音楽的指導とラスタファリ運動の教えを受けた（マーリーたちはセカンド・ストリートに住んでいた。）。その際にウィンストン・マッキントッシュ（ピーター・トッシュ）と出会う。1961年、マーリーは既に作曲を始めており、レスリー・コングのビヴァリーズ・レコードの店へ売り込みに行くも門前払いを食らう。

### 1962–71年：初期の活動

#### ビヴァリーズ・レコード時代
マーリーは1962年のはじめから再び店を訪ねてオーディションを受け、自身の作曲した「Judge Not」を披露。その後ビヴァリーズ・レコードから「Judge Not」「Do You Still Love Me?」「Terror」の3曲を発表、ボビー・マーテル（Bobby Martell）名義では「One Cup Of Coffee」の1曲を発表した。
1963年、セデラがセカンド・ストリートの家を離れアメリカへ行くと、マーリーはトレンチタウンで路上生活をするようになった。この時の体験が1974年発表のアルバム『Natty Dread』収録の名曲「No Woman No Cry』を生んだ。同年、マーリーはバニー・ウェイラー、ピーター・トッシュ、ジュニア・ブレイスウェイト、ビバリー・ケルソ、チェリー・スミスらと共にザ・ティーンエイジャーズを結成。後に彼らは名前をザ・ウェイリング・ルードボーイズ、ザ・ウェイリング・ウェイラーズと変更していくが、スタジオ・ワンのレコードプロデューサーであるコクソン・ドッドと契約する頃、最終的にザ・ウェイラーズになった。

#### スタジオ・ワン時代
1963年の暮れにスタジオ・ワンから発表したシングル「Simmer Down」が、1964年2月にはJBC（ジャマイカ放送）などで1位を獲得、約80,000部を売り上げる大ヒットとなった。のちにレゲエの象徴ともなる名曲「One Love」も、この時期にボブによってスカ・バージョンで作られている。1966年までにブレイスウェイト、ケルソ、スミスがザ・ウェイラーズを去り、マーリー、バニー・ウェイラー、ピーター・トッシュの3人が残された。ちなみに「タフ・ゴング」というニックネームがついたのはこの頃である。
1964年、祖父オメリア・マルコムが他界し農地の一部を相続する。1965年、同じくスタジオ・ワンで活動していたグループ、ザ・ソウルレッツ（リタ・アンダーソンが在籍。）の指導を任された。
1966年2月10日、リタ・アンダーソン（19）と結婚。そして翌朝には職を求め（スタジオ・ワンでは曲がヒットしてもメンバーに金が入ってくることは殆どなかった。）、デラウェア州ウィルミントンに住む母セデラの下へ飛び発つ。ドナルド・マーリーという名前でクライスラー社の自動車工場のライン工員、デュポン社の実験研究室の助手として働いた。なお、駐車場の係員やレストランの皿洗いなどのパートも経験したといわれている。カトリック教徒として育ったマーリーだったが、セデラの影響から離れている間に「ラスタファリ運動への関心をさらに高め」ており、マーリーもこの頃からドレッドヘアにするため髪を伸ばし始めた。マーリーのいない約8ヶ月間、ザ・ウェイラーズはマーリー抜きで活動を続けた。同年10月にキングストンへ戻った後、正式にラスタファリに改宗。
1966年、デラウェア州での仕事で得た資金をもとにバニー、ピーターと共に自らのレーベル「ウェイリン・ソウルム」（Wail 'n' Soul'm）を発足する。しかし短期間で経営難になり、ウェイリン・ソウルムも業界から姿を消した。

#### 1967年から1971年の活動
1968年までに「Bend Down Low」「Mellow Mood」「Nice Time」「Hypocrites」「Stir It Up」「Selassie Is the Chapel」などが発表されている。このころからマーリーも髪形をドレッドからアフロに変えている。
1967年、マーリーとバニー・ウェイラーが大麻不法所持で逮捕、投獄された。マーリーは1ヶ月間、バニーは約12ヶ月間の生活を送ることになる。1967年8月23日、妻のリタがセデラ・マーリーを出産した。マーリーとリタは娘と共に1970年までセント・アンで暮らす。
1968年、ジョニー・ナッシュ、ダニー・シムズと契約する。ピーター・トッシュが「反ローデシア白人政権デモに参加」し逮捕される。1968年10月17日、リタがデヴィッド・マーリー（ジギー・マーリー）を出産した。
1969年、レスリー・コングの下で10曲レコーディング。これは翌年にアルバム『The Best of The Wailers』として発表される。「Stop That Train」「Soul Captives」「Cheer Up」などが収録されている。なお、メンバーは「そのアルバムタイトルは偽りだ」「もしリリースされるような事があれば、お前は死ぬ事になるだろう」などと言い、アルバムの発表に反対していた（実際には1970年に心臓発作で亡くなっている。）。同年春、家族と共にアメリカへ向かい秋まで再びデラウェア州で働く。この経験から「It's Alright」を作曲。1976年にはこの曲をアルバム用に作り直し「Night Shift」と改題している。
リー・ペリーとそのスタジオ・バンドのザ・アップセッターズに出会い、1969年の後半から1970年にかけて数々のセッションを行い、レコーディングした（「Duppy Conqueror」「Small Axe」「Corner Stone」「Soul Rebels」「Lively Up Yourself」「Kaya」「400Years」「Stand Alone」「Sun is Shining」など。）。やがてザ・アップセッターズのメンバー、ベースのアストン・バレット（ファミリーマン）とドラマーのカールトン・バレット（カーリー・バレット）はザ・ウェイラーズのメンバーに加わり、バンドのサウンドに大きな変化をもたらした。
1970年の7月頃、アップセッター・レコードからボブ・マーリー＆ザ・ウェイラーズ名義でアルバム『Soul Rebels』を発表、デラウェア州で稼いだ僅かな資金をもとにキングストン市ホープロード56番地に自身のスタジオ、レーベルであるタフ・ゴングを設立。同年暮れにビヴァリーズ・レコードからアルバム『The Best of The Wailers』を発表する。
1971年の始め（もしくは1970年の終わり）、アップセッター・レコードからボブ・マーリー＆ザ・ウェイラーズ名義でアルバム『Soul Revolution』を発表する。同じ頃、ジョニー・ナッシュとダニー・シムズに映画のサウンド・トラック制作に誘われスウェーデンへと渡った。

1971年春、ロンドンにてCBSで「Reggae On Broadway」などをレコーディング。夏にタフ・ゴング・レーベルから発表した「Trenchtown Rock」が大ヒットした。暮れにはジョニー・ナッシュのイギリスツアーに参加。CBSから「Reggae On Broadway」を発表、しかし不発に終わった。

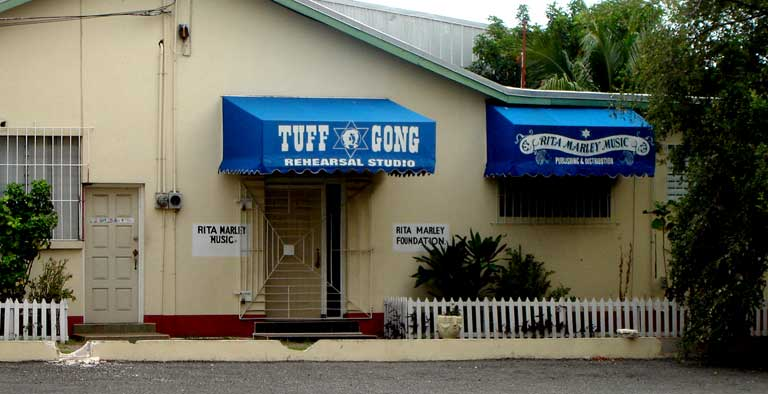
タフ・ゴング・スタジオ外観（2009年撮影）。

### アイランド・レコード時代
1972年、クリス・ブラックウェルのアイランド・レコードと契約、アルバムのレコーディングを開始。ブラックウェルは「レゲエのリズムよりもゆったりと漂う催眠的な雰囲気」を望み、マーリーのミックスとアレンジを再構築。マーリーはロンドンへ出向き、ジャマイカ音楽の低音が効いた重たいサウンドのミックスを調整し、2トラックを省略するなどアルバムのオーバーダビングを監督した。
1973年春、メジャーデビューアルバム『Catch a Fire』を発表（「Concrete Jungle」「Slave Driver」「Stir It Up」「Kinky Reggae」「No More Trouble」）。この頃、トロージャン・レーベルからアルバム『African Herbsman』が発表された。5月、イギリスのラジオ番組「トップ・ギア」にて演奏。6月には厳格なラスタであるバニーが適切な自然食を取ることが出来ないなどの理由から、ツアーへの不参加を表明した。7月、バニーの代わりにジョー・ヒッグスを加え初のアメリカツアーを行い、ニューヨークではブルース・スプリングスティーンの前座を務める。デビューアルバム発表から約半年後の10月19日、アルバム『Burnin'』を発表した。（「Get Up, Stand Up」「I Shot the Sheriff」「Burnin' And Lootin'」「Small Axe」「Rastaman Chant」など。）
1974年1月、新メンバーを迎えアルバム『Natty Dread』のレコーディングを開始する。5月、マーヴィン・ゲイのジャマイカ公演でオリジナルウェイラーズが復活、最後の演奏を行った。その直後タフ・ゴング・レーベルから発表した「Rebel Music (3 O'Clock Roadblock)」がヒット。7月、エリック・クラプトンが「アイ・ショット・ザ・シェリフ」をカバーし、全米ビルボードチャート1位を獲得する。10月25日、アルバム『Natty Dread』を発表した。（「Lively Up Yourself」「No Woman No Cry」「Them Belly Full (But We Hungry)」「Natty Dread」「Talkin' Blues」など。）

#### ボブ・マーリー＆ザ・ウェイラーズ
1975年にバニー・ウェイラー、ピーター・トッシュが正式に脱退、メンバーを再編成してボブ・マーリー＆ザ・ウェイラーズとして再出発を図る。3月、ジャクソン５のキングストン公演で前座を務める。8月27日、前年9月12日にクーデターにより軟禁されていたハイレ・セラシエ1世皇帝が他界した。これを受けて9月に「Jah Live」をレコーディングしリリース。「Jahは生きている」というメッセージを送った。10月11日、スティービー・ワンダーのジャマイカ盲人協会のための慈善コンサートに出演、アンコールでオリジナルウェイラーズが「Rude Boy」を演奏した。12月5日、7月19日のロンドン・ライシアム公演を録音したバンド初のライブアルバム『Live!』を発表する。

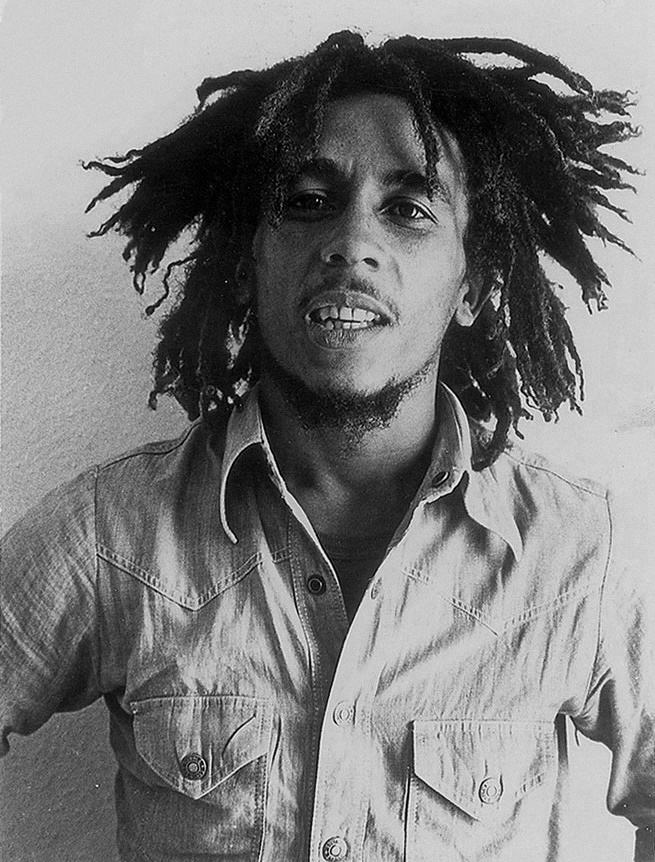
1976年

1976年4月30日、アルバム『Rastaman Vibration』を発表（「Positive Vibration」「Root, Rock, Reggae」「Crazy Baldhead」「Who The Cap Fit」「War」など）。政治闘争、軍拡競争を批判した「Rat Race」がジャマイカで大ヒットした。ヒットの背景には、マイケル・マンリー率いる人民国家党（PNP）とエドワード・シアガが率いるジャマイカ労働党 (JLP) の二大政党による対立の激化があった。

#### ボブ・マーリー銃撃事件とスマイル・ジャマイカ・コンサート
マーリーはスティービー・ワンダーの慈善コンサートに参加して以来、自分たちでも無料のコンサートを開催したいと考えていた。そこでPNPに協力を呼びかけ、1976年12月5日に「スマイル・ジャマイカ・コンサート」を開催することを計画した。コンサートのために「Smile Jamaica」というタイトルの曲を二種類のバージョンで録音している。このマーリーのコンサートの趣旨は、「二大政党の対立により混迷するジャマイカに微笑みを与えよう」というものだった。しかし、コンサートが近づくにつれ、匿名の警告や脅迫が相次いだ。
1976年12月3日、コンサートのリハーサル中に銃で武装した6人の男に襲撃を受け、マーリーも胸と腕を撃たれた。重傷の者もいたものの、幸い死者は出なかった。二日後、コンサートに出演。マーリーは約80,000人の聴衆に向かって「このコンサートを開く事を二か月半前に決めた時、政治なんてなかったんだ！　僕は人々の愛のためだけに演奏したかった」と言い、約90分の演奏をやりきった(「War/No More Trouble」「Get Up, Stand Up」「Smile Jamaica」「Keep on Moving」「So Jah Seh」など)。演奏の最後には、服をめくり胸と腕の傷を指さして観客に見せつけその場を去った。翌日早朝、マーリーはジャマイカを発ちバハマへ。後にコンサートに出演した理由を尋ねられたとき、「この世界を悪くさせようとしてる奴らは休みなんか取っちゃいない。それなのに僕が休むなんて事ができるかい？」と語った。

#### ロンドンで活動

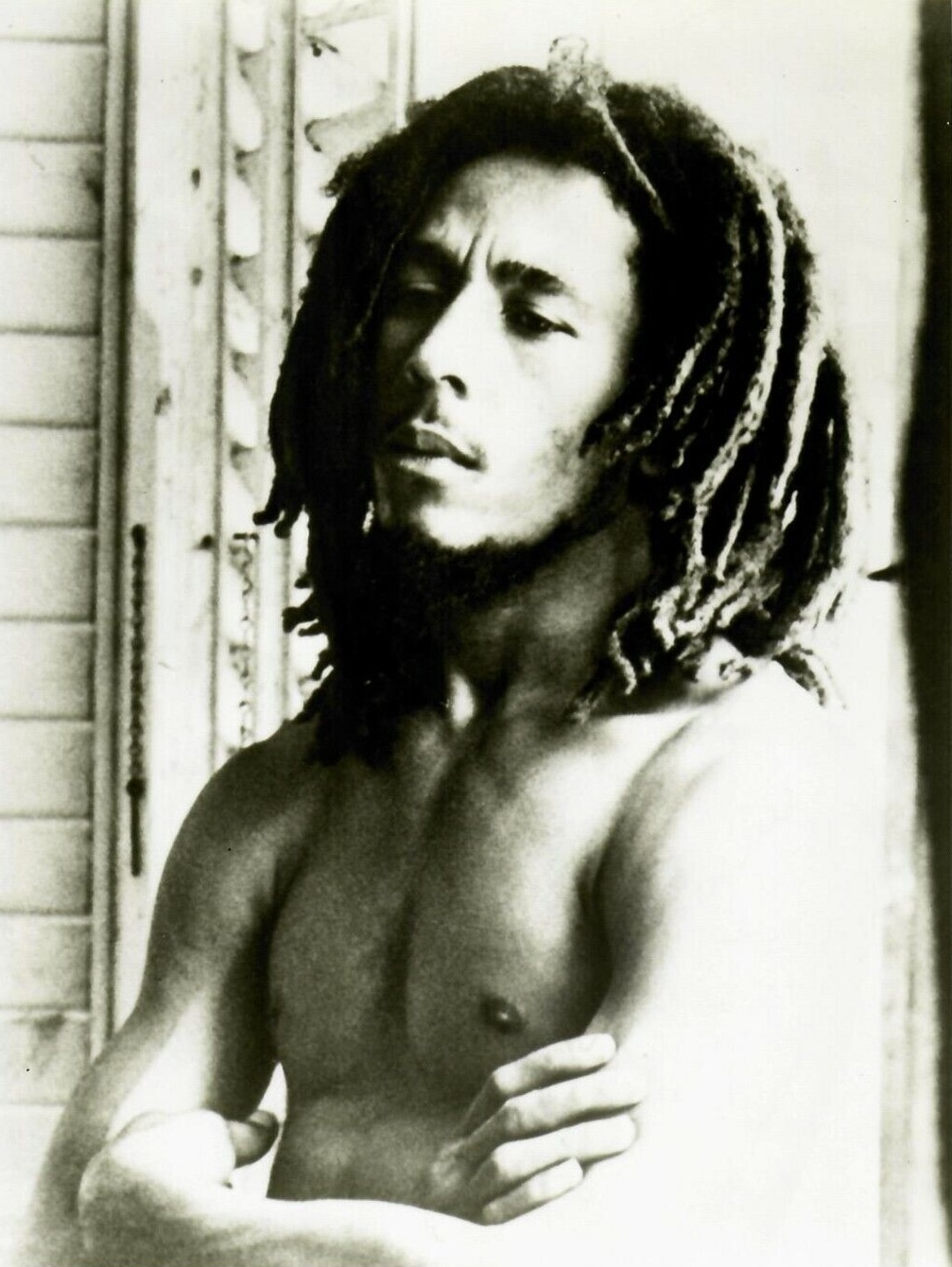
1977年

1977年1月、マーリーは新ギタリストジュニア・マーヴィンを迎えロンドンでアルバム2枚分レコーディング。亡命生活を送っていたハイレ・セラシエの孫に家へ招かれ、皇帝の形見である指輪をもらい受けた。マーリーは、これを生涯外すことはなかった。モデルで1976年度ミス・ワールドのシンディ・ブレイクスピアと交際を開始。6月3日、アルバム『Exodus』を発表する（「Exodus」「Jamming」「Waiting in Vain」「Three Little Birds」「One Love/People Get Ready」など）。ブルース、ソウル、ブリティッシュ・ロックなどの要素を取り入れたマーリーのこのアルバムは、56週間連続してイギリスのチャートに留まった。
1978年3月23日、アルバム『Kaya』を発表。（「Easy Skanking」「Kaya」「Is This Love」「Satisfy My Soul」「Running Away」など。）

#### ワン・ラブ・ピース・コンサート
1978年、ジャマイカに帰国し4月22日にキングストンで「ワン・ラブ・ピース・コンサート」に出演する（「Lion of Judah」「Natural Mystic」「Trenchtown Rock」「Natty Dread」「Positive Vibration」「War」「Jamming」「One Love / People Get Ready」「Jah Live」）。
「Jamming」の演奏中、マーリーはコンサートを見に来ていたマイケル・マンリーとエドワード・シアガの2人の党首をステージ上に招き、和解の握手をさせた。

#### 後年
1978年6月15日、マーリーはアフリカ諸国の国連代表派遣団から第三世界平和勲章を授与される。7月21日、シンディがダミアン・マーリーを出産。11月10日、ライブアルバム『Babylon By Bus』を発表。12月、かねてからの念願であったラスタファリズムの聖地、エチオピアをはじめとするアフリカの国々を訪問した。マーリーも、このときの体験をもとにアルバム『Survival』を発表している。
1979年には4月から日本、オーストラリア、ニュージーランドで公演を行った。7月21日、ボストンで黒人解放運動を支援するアマンドラ慈善コンサートに出演、南アフリカのアパルトヘイトに対する強い反対の意を示した。この頃、シングル「Zimbabwe」が大ヒット。10月2日にはアルバム『Survival』を発表（「So Much Trouble In The World」「Zimbabwe」「Africa Unite」「Ride Natty Ride」「Wake Up And Live」など）、アフリカのミュージシャンが次々と「Zimbabwe」のカバー・ヴァージョンを発表する。11月13日、ガーナからアシャンティのオサヘネ（元は救世主の意）の称号を受けた。
1980年1月4日には西アフリカのガボンを訪問、滞在中に初となるアフリカでのコンサートを開催した。2月6日、自宅スタジオのあるホープロードの支援者やその子供たちを誕生パーティに招待する。4月17日、ジンバブエの独立式典に出席し演奏、群衆がなだれ込むほどの騒ぎとなった。6月10日、アルバム『Uprising』を発表。(「Coming In From The Cold」「Work」「Zion Train」「Could You Be Love」「Redemption Song」など。)
5月30日、ヨーロッパ・ツアーを開始。6週間の間に12ヶ国31都市を回り、100万人を動員した。マイアミで休養し8月に体調を崩す。9月16日ボストンからアメリカ・ツアーを開始し、9月19日にはマジソン・スクエア・ガーデンでコモドアーズとジョイント・コンサート。9月20日、体調を壊し休養し翌日、ニューヨークのセントラル・パークでジョギング中に倒れた。9月22日に脳腫瘍と診断され、9月23日にはピッツバーグのスタンリー・シアターでラスト・コンサートを決行、「Get Up, Stand Up」でコンサートを終えた。

### 病と死

ハリウッド・ウォーク・オブ・フェームにあるマーリーのプレート。

1977年、マーリーはツアー中に足の親指を痛め、医師に悪性のメラノーマと診断された。親指を切断することを勧められたが、宗教的な理由でマーリーはこれを拒否した。代わりに爪と爪床が取り除かれ、腿から皮膚を移植した。病気にもかかわらずマーリーはツアーを続け、1980年にはワールド・ツアーを予定していた。脳にできていた腫瘍はやがて全身に転移し、もはや手の付けられない状態まで悪化した。
1980年10月7日、ニューヨークで放射線療法を開始。11月4日、母・セデラや妻・リタの勧めでセラシエ皇帝が属していたエチオピア正教会の洗礼を受けた。洗礼名ベラーネ・セラシエ（三位一体の光の意）。11月9日、西ドイツの病院に移り自然療法を受ける。集中治療のためドレッド・ロック（髪型）も切り落としてしまう。同月にエチオピアへ静養に出かけ、12月には再びドイツで治療を受けた。
1981年4月、ジャマイカの名誉勲位であるメリット勲位が贈られた。しかし5月9日、チャーター機で母のいるマイアミに戻りシダーズ・オブ・レバノン病院に入院。5月11日午前11時30分過ぎ、マーリーは妻と母に見守られながら息を引き取った。息子・ジギーへの最後の言葉は、「お金は命を買えない」だったという。マーリーの最終的な死因は、脳腫瘍と腫瘍の肺への転移によるものとされている。36歳没。14日、マイアミの自宅でマーリーの葬儀と追悼式が行われた。19日、マーリーの遺体はジャマイカに戻り、21日にキングストンにてマーリーの国葬が行われた。葬儀の前には、残されたザ・ウェイラーズのメンバーによる演奏が行われた（「Rastaman Chant」「Natural Mystic」）。マーリーの葬儀はエチオピア正教会とラスタファリの伝統の要素を組み合わせたものだった。その後、マーリーの棺はセント・アンの生家近くにお気に入りのデニムジャケットに身を包み、元に戻されたドレッド・ロック、ギター、指輪、聖書と共に埋葬された。当時のジャマイカの首相であったエドワード・シアガは次のように言い、追悼の辞とした。

彼の声は、この電子工学の発達した世界のどこへいっても聴こえてくる叫びでした。彼の鋭い顔立ち、雄大なルックス、そして飛び跳ね踊る姿、その一つ一つが我々の心の中に鮮やかに刻まれています。しかし、我々はもう二度とそれを目にすることができなくなりました。ボブ・マーリーにはもう会えないのです。彼は、出会うものすべてに、決して忘れ去ることのできない、神秘的な印象を残していきました。彼のような人間を心から消し去ることはできません。彼は国家の集団意識の一部です。

### 死後
1983年5月23日、アルバム『Confrontation』が発表された（「Chant Down Babylon」「Buffalo Soldier」「Blackman Redemption」「Stiff Necked Fools」「Rastaman Live Up」など）。大ヒット曲「Buffalo Soldier」を含む未発表曲とジャマイカ産シングル曲を集めたタフ・ゴングとアイランドの共同制作作品となっている。
1984年5月、マーリー最大のヒット・アルバムとなるベストアルバム『Legend』がアイランド・レコードから発売された。これは、史上最高の売上げを記録しているレゲエ・アルバムであり、2014年12月の時点で世界中で3,300万枚以上販売されている。2003年ににはRolling Stone誌の史上最高の500アルバムのランキングで46位にランクイン、2012年の改訂リストでも評価を維持した。2020年1月現在、ビルボード 200アルバムチャートで合計609週間チャートイン。これは歴史上2番目に長い記録である。現在、このアルバムの販売数は週に約3,000から5,000枚。
2024年2月14日（英・米）にて遺族が公式に認めた伝記映画『ボブ・マーリー:ONE LOVE』の公開が決定している（日本公開は2024年予定）。

## 使用楽器
マーリーの愛用のギターはボディとネックにワンピースマホガニー、指板はローズウッドを使用し、ピックアップにP-90を2基搭載したギブソンのLes Paul Specialであるが、1979年の来日公演時にヤマハ・SG-1000を贈られ、日本、オーストラリア、ニュージーランドでの公演時にはこれを使用した。

## 評価

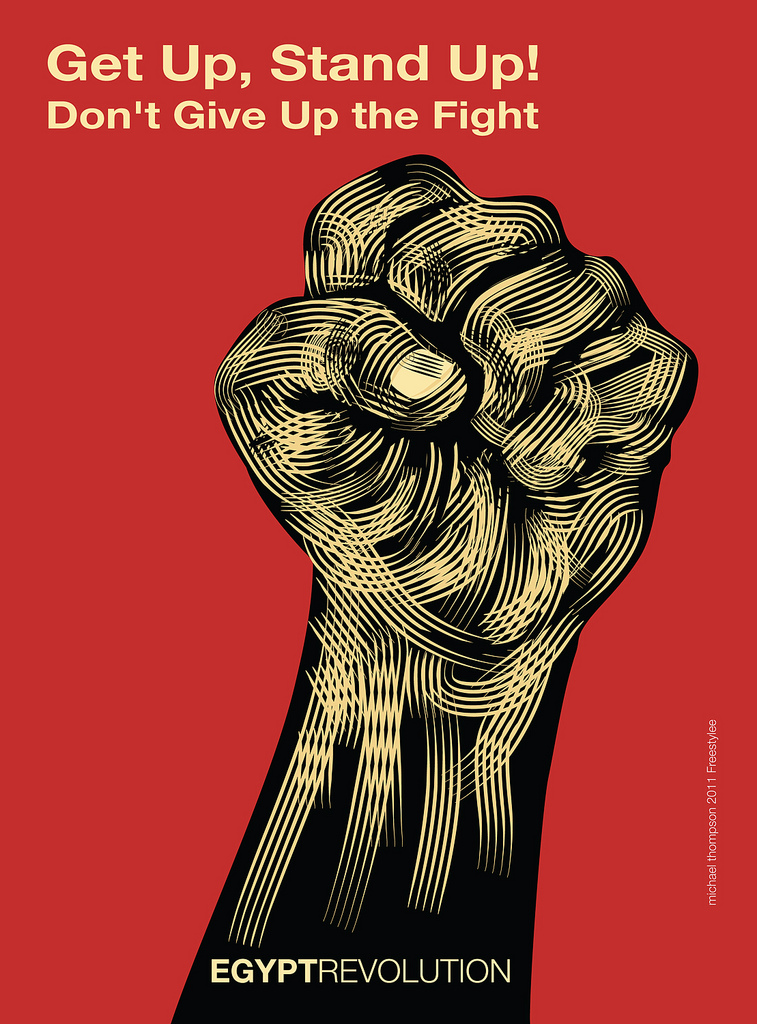
2011年エジプト革命の際使用されたプロパガンダポスター。ウェイラーズの「Get Up, Stand Up」の歌詞が引用されている。

マーリーは世界的なシンボルへと進化し、さまざまなメディアを通じて際限なく商品化されてきた。これについてライターのデイブ・トンプソンがマーリーの著書「レゲエとカリブ海の音楽」の中で、マーリーのより過激なエッジが商業化され鎮静化されたことを嘆き、次のように述べた。
「ボブ・マーリーは、現代文化の中で最も人気があり、最も誤解されている人物の1人にランクされている...。マシーンがマーリーを完全に去勢したことは疑いの余地がない。公の記録から消えたのは、チェ・ゲバラとブラックパンサー党を夢見て、彼らのポスターをウェイラーズ・ソウル・シャックのレコード店に固定した、ゲットーの子供である。自由を信じた人。そしてそれが必要とした戦い、そして初期のアルバム・スリーブにそれをのせた。ヒーローはジェームス・ブラウンとモハメド・アリだった。その神はラスタファリであり、その聖餐はマリファナだった。代わりに、今日彼の王国を調査しているボブ・マーリーは、笑顔の慈悲、輝く太陽、手を振るヤシの木、そしてガムボール・マシンからのキャンディーのように丁寧なラジオから流れる一連のヒット曲である。もちろん、それは彼の不死を保証した」

## 家族
マーリー一族は「レゲエ界のロイヤルファミリー」という知名度を持つ。
- リタ・マーリーとの間に2男（歌手のジギー・マーリー、ステファン・マーリー）2女（ジャロン・マーリー、セデラ・マーリー（英語版））。
- Pat Williamsとの間に一男（ロビー・マーリー）。
- Janet Huntとの間に一男（ローハン・マーリー（英語版））。
- Janet Bowenとの間に一女（カレン・マーリー）。
- Lucy Pounderとの間に一男（歌手のジュリアン・マーリー）。
- Anita Belnavisとの間に一男（歌手のキマーニ・マーリー）。
- シンディ・ブレイクスピアとの間に一男（歌手のダミアン・マーリー）。
- 孫に歌手のスキップ・マーリー（英語版）（セデラ・マーリーの息子）、Jo Mersa Marley（ステファン・マーリーの息子）、Daniel Bambaata Marley（ジギー・マーリーの息子）、モデルのセラ・マーリー（ローハン・マーリーとローリン・ヒルの娘）。

## ボブ・マーリーを題材とした作品

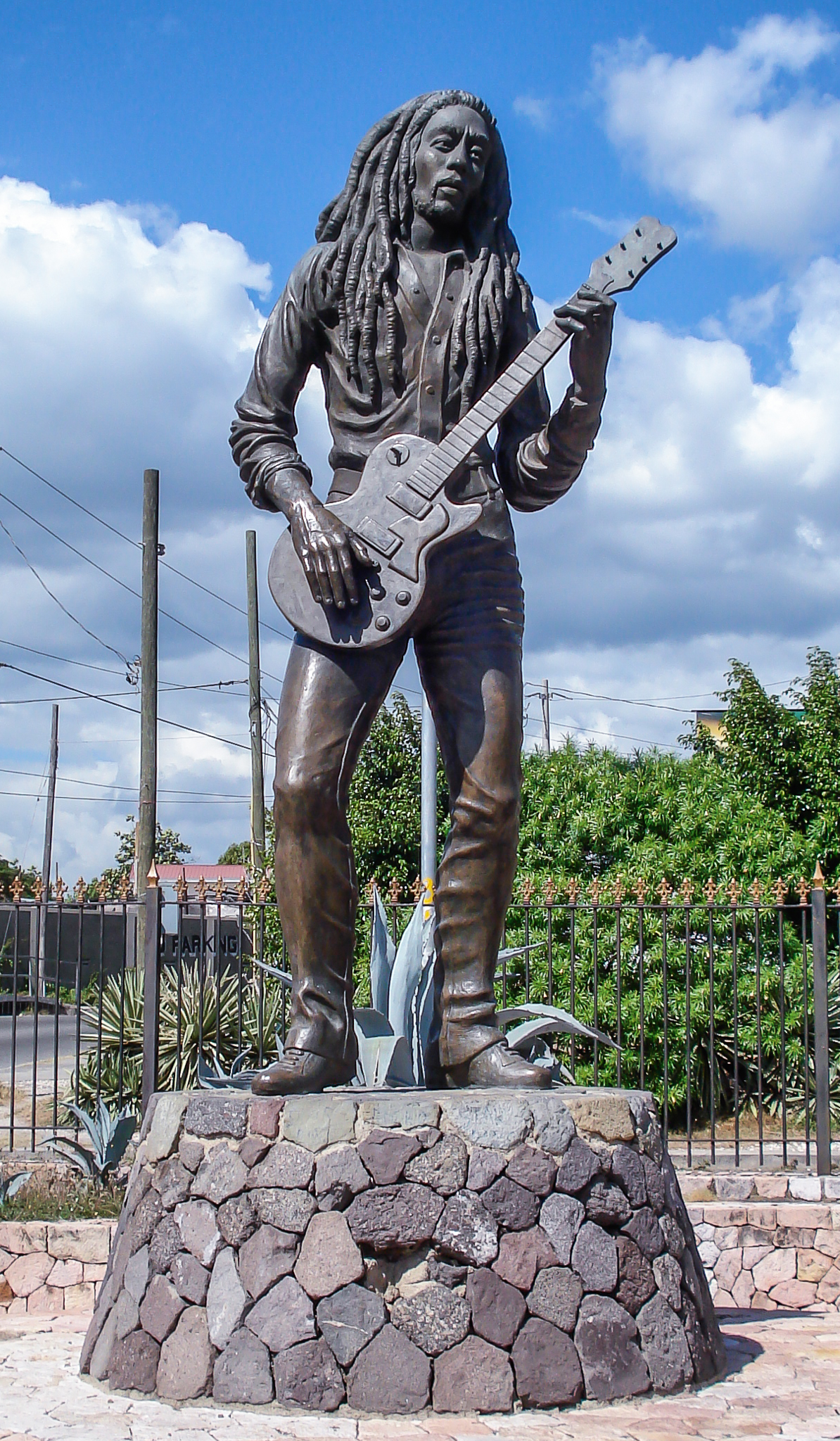
キングストンにあるアルヴィン・マリオットの彫刻作品

### 映画
- 『「i and i」after Bob Marley 21,000miles』

ボブの映画助監督であるダラス・ロジャーズ(IZABA)が監督を務めたレゲエ・ドキュメンタリー映画。
- 『ボブ・マーリー/ルーツ・オブ・レジェンド（英語版）』

ボブ・マーリー財団公認のドキュメンタリー映画。監督はケヴィン・マクドナルド。
- 『ボブ・マーリー:ONE LOVE』

2024年に公開されたボブ・マーリーの伝記映画。監督はレイナルド・マーカス・グリーン、キングズリー・ベン＝アディルがマーリーを演じ、妻のリタ・マーリーと子供のジギー・マーリー、セデラ・マーリーが製作に名を連ねている。

### その他
- 『迷走王 ボーダー』

狩撫麻礼原作、たなか亜希夫作画による漫画。主人公の蜂須賀が、手に入れた金を元手に、武道館にウェイラーズを招聘し、亡くなったボブの代わりに自分が歌って、アルバム「ライヴ!」の曲順でライブを行う事を計画する。
- 『レゲエ一代男〜ボブ・マーリー物語』

河内家菊水丸によるレゲエ河内音頭。

## 関連書籍
- スティーヴン デイヴィス『ボブ・マーリー レゲエの伝説』晶文社、1986年 ISBN 978-4-7949-5066-6
- 『ボブ・マーリー レジェンド』（2006年） ISBN 978-4-86020-147-0
- 菅原光博、藤田正『ボブ・マーリー　よみがえるレゲエ・レジェンド』ISBN 978-4-907276-28-7
- KAWADE 夢ムック 文藝別冊『ボブ・マーリー』 ISBN 978-4-309-97768-3
- イアン・マッキャン＆ハリー・ホーク『全曲解説シリーズ　ボブ・マーリィ』 ISBN 4-401-63023-8